# Christoph Worringer
Christoph Worringer (* 1976 in Krefeld) ist ein deutscher Maler und Zeichner.
Der Künstler studierte von 2001 bis 2006 an der Kunstakademie Münster und arbeitete bis 2016 in Düsseldorf. Heute lebt er in Wiesbaden. 2003 erhielt er ein Stipendium des Cusanuswerkes und 2004 das Märkische Stipendium für Bildende Kunst. In den vergangenen Jahren war Christoph Worringer in verschiedenen Einzel- und Gruppenausstellungen im In- und Ausland vertreten. Eine vom LWL-Landesmuseum für Kunst und Kulturgeschichte in Münster präsentierte Einzelausstellung war die erste umfassende Werkschau zum Œuvre von Christoph Worringer.

## Ausstellungen
- 2003: Kunstraum B2, Leipzig
- 2003: Städtische Galerie, Iserlohn
- 2004: Galerie Hachmeister, Münster
- 2004: Leere x Visionen: Coming Pepole, MARTa Herford
- 2005: Überstieg, Tagungshaus der Deutschen Bischofskonferenz, Bonn
- 2006: Lucas Schoormanns Gallery, New York
- 2006: Galerie Hachmeister, Münster
- 2006: Zurück zur Figur – Malerei der Gegenwart, Hypo-Kunsthalle, München
- 2006: Face to Face, Ausstellungshalle für zeitgenössische Kunst, Münster
- 2007: Kunstsammlungen des Bistums, Regensburg
- 2007: (2)007=9, Hachmeister Galerie, Münster
- 2008: Bitte schön! Ausstellungshalle für zeitgenössische Kunst, Münster
- 2008: James Ensor, Von-der-Heydt-Museum, Wuppertal
- 2008: Lucas Schoormanns Gallery, New York
- 2010: Christoph Worringer, LWL-Landesmuseum für Kunst und Kulturgeschichte, Münster
- 2011: Subject of the artist Hachmeister Galerie, Münster
- 2014: Der magische Kubus Hachmeister Galerie, Münster
- 2016: Geliebte Feinde – Symbolismus heute zusammen mit Peter Doig, Bjørn Melhus und Thomas Schütte, Clemens-Sels-Museum, Neuss